# Křižák zelený
Křižák zelený (Araniella cucurbitina) je pavouk z čeledi křižákovití. Samice dorůstá délky maximálně 7 mm, samec 5 mm. Hlavohruď je žlutohnědá, zadeček nápadně žlutozelený až zelený a na jeho hřbetní straně je možné ve většině případů vidět čtyři malé černé tečky. Pod snovacími bradavkami je malá, světle červená skvrna. U samce jsou po stranách hlavohrudi černé pruhy lemované světlým okrajem. Napolo vzrostlý pavouk je před obdobím přezimování zbarven červeně.

## Rozšíření
Jedná se o palearktický druh s výskytem na většině území Evropy a ve Střední Asii. V České republice velmi hojný.

## Způsob života
Křižák zelený je velmi hojný zástupce čeledi křižákovití, vyskytuje se na okrajích lesů, ale i v otevřených krajinách. Buduje si malé kolové sítě o průměru deseti centimetrů – většinou na keřích ve výšce 1 až 2 metry nad zemí. Pavouk se zdržuje pod středem své sítě a díky svému zbarvení je ve vegetaci dobře maskován. Do sítí chytá drobný hmyz.